# The Cave (Album)
 The Cave ist ein Jazzalbum von Marilyn Crispell, Thommy Andersson und Michala Østergaard-Nielsen. Die am 29. April 2022 entstandenen Aufnahmen erschienen am 25. April 2025 auf ILK Music.

## Hintergrund
Das Album ist das Debüt des Trios der dänischen Schlagzeugerin Michala Østergaard-Nielsen mit der amerikanischen Pianistin Marilyn Crispell und dem schwedischen Bassisten Thommy Andersson.
„Dieses Album ist das Ergebnis meiner Vision und meines kompositorischen Ansatzes, zum Leben erweckt durch einen intensiven kreativen Dialog mit Marilyn Crispell und Thommy Andersson“, schrieb Østergaard-Nielsen in den Liner Notes. „Mich hat schon immer die Spannung zwischen Struktur und Freiheit fasziniert, und mit diesem Trio habe ich einen Raum gefunden, in dem diese Elemente organisch koexistieren.“ Die Aufnahmen wurden 2022 im Studio Village Recording in Vanløse eingespielt.

## Titelliste
- Marilyn Crispell, Thommy Andersson, Michala Østergaard-Nielsen: The Cave (ILK Music)

1. The Cave 5:37
2. My Spirit Heart 11:20
3. Improv #1 2:24
4. T.B.A. 3:32
5. Nine Tone Story 3:45
6. Into the Light 5:51
7. Improv #2 3:19
8. A Smile of a Butterfly 5:54

Die Kompositionen stammen von Michala Østergaard-Nielsen.

## Rezeption

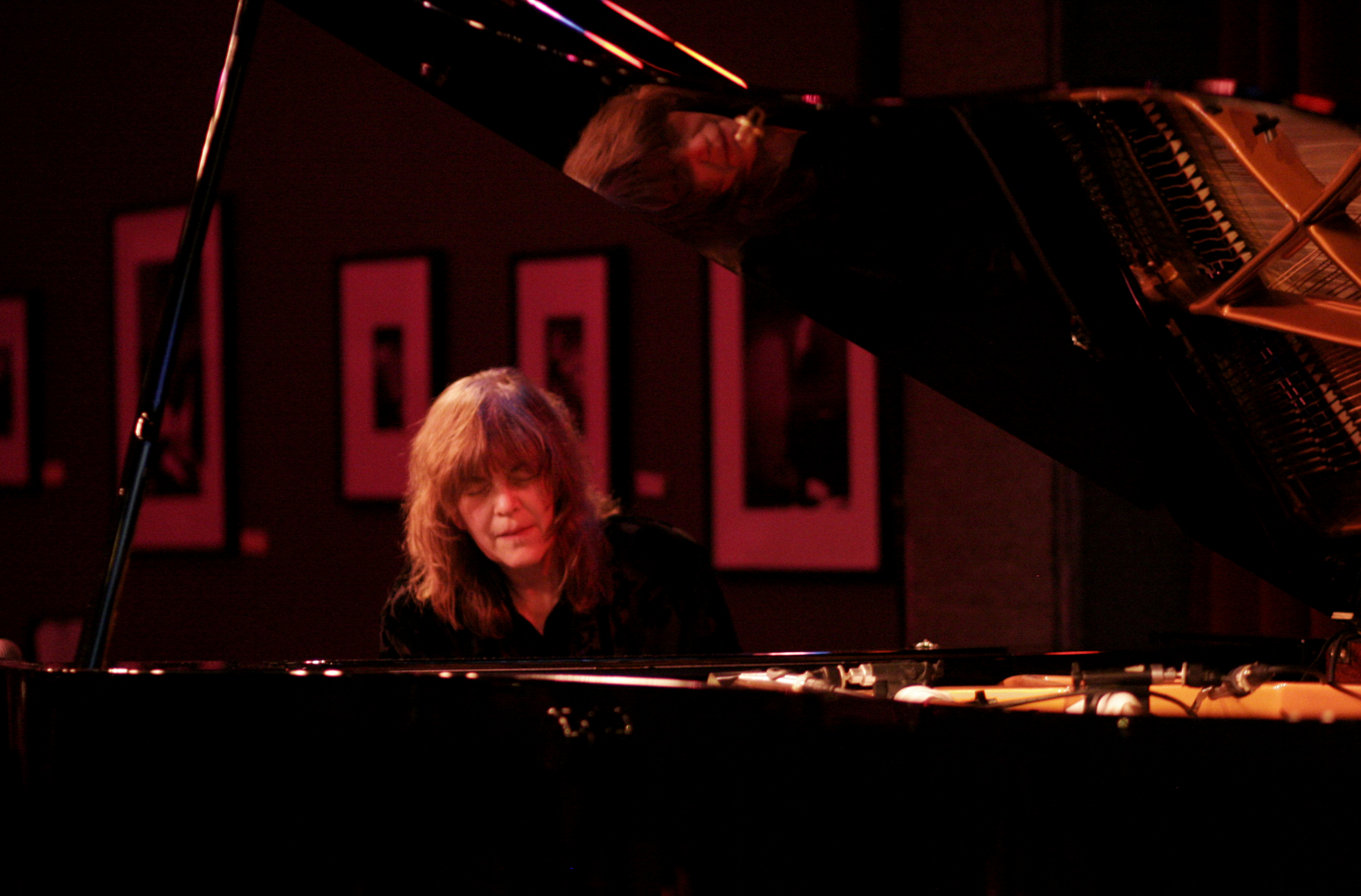
Marilyn Crispell (2008). Foto: Claire Stefani

Wenn der Titelsong von The Cave erklinge, würde einen eine vergängliche Fragilität umgeben, meint Mike Jurkovic in All About Jazz. Marilyn Crispell halte diese Ängste in Schach – in einem möglicherweise prägenden Moment in einem Leben voller prägender Momente – und tue dies in diesem beeindruckenden Werk. „My Spirit Heart“, wie alle Titel auf The Cave von Michala Østergaard-Nielsen komponiert, schaffe eine intime Atmosphäre für eine umfassende Reflexion darüber, „was wir verlieren könnten, wenn wir zulassen, dass die Welt uns die Musik, unsere Herzen und unsere Kunst nimmt“. In diesem Fall würde es eine so kraftvolle und persönliche Hymne wie „My Spirit Heart“ nicht mehr geben, was eine sehr deprimierende Vorstellung sei. Hier setze Crispell, in Gedanken und im Einklang mit Nielsen und Bassist Thommy Andersson, mit einem Spiel impressionistischer Klarheit an und mache „My Spirit Heart“ zu einem der schönsten Elf-Minuten-Stücke aller Zeiten.
Dies sei eine erhabene und mitunter fast feierliche Triosession, meinte Dave Sumner (Daily Bandcamp).
Østergaard-Nielsens Erfahrung als Pianistin und in der klassischen Musik allgemein sei besonders hilfreich, um die Verbindungen zwischen den Triomitgliedern zu knüpfen. Die Musik würde sowohl konventionell als auch unkonventionell klingen, "wie eine Jahreszeit, die alle Erinnerungen an die vorherige hinwegfegt". Manche Stücke besitzen sowohl die starre Struktur als auch "den Klang von Eiszapfen im tiefsten Winter", während andere die Freiheit feiern, zu schmelzen und sich in die Luft zu erheben.